# AEW Collision
AEW Collision, noto semplicemente come Collision, è un programma televisivo di wrestling, prodotto dalla All Elite Wrestling che va in onda, a partire dal 17 giugno 2023, ogni sabato sera (con qualche eccezione) sulla rete televisiva TNT. Il team di commento è formato da Tony Schiavone e Nigel McGuinness, con l'aggiunta occasionale di Jim Ross.

## Storia
Il 15 febbraio 2023 la All Elite Wrestling acquisì i diritti del nome "Collision" come titolo di un nuovo possibile programma televisivo di wrestling in aggiunta ai loro show AEW Dynamite e AEW Rampage. 
Un altro marchio per il nome fu depositato il 28 aprile, portando a credere che questo sarebbe stato il titolo di un prossimo programma televisivo del sabato sera.
Il 17 maggio 2023 AEW e Warner Bros. Discovery annunciarono ufficialmente che lo show AEW Collision avrebbe debuttato in diretta il 17 giugno seguente.
A partire dal 5 agosto 2023, Collision va in onda in concorrenza diretta con i vari pay-per-view mensili della WWE, che si svolgono abitualmente al sabato sera. In aggiunta, a causa della messa in onda del pay-per-view Full Gear della stessa AEW tenutasi sabato 18 novembre 2023, la puntata settimanale di Collision fu spostata alla sera precedente, venerdì 17 novembre, in confronto diretto con il programma del venerdì sera SmackDown della WWE.
La sigla di testa del programma è la canzone Saturday Night's Alright for Fighting di Elton John.